# Federico Moreno Torroba
Federico Moreno Torroba (Madrid, 3 de marzo de 1891 - 12 de septiembre de 1982) fue un compositor español, uno de los más vitales y prolíficos cultivadores de zarzuelas del siglo XX. Fue también crítico musical y compositor de piezas para guitarra. Desde muy temprano, su talento lo inclinó al teatro musical.
Nacido en el seno de una familia de músicos, recibió sus primeras lecciones de su padre José Moreno Ballesteros, que era organista de la iglesia de la Concepción, y de Conrado del Campo en el Conservatorio de Madrid. Su carrera de compositor se abrió hacia el campo sinfónico, pero bien pronto se introdujo en la tradición zarzuelera, componiendo aproximadamente cincuenta títulos.
Afirmado en su estilo expresivo en el más castizo españolismo, utilizaba un lenguaje directo y sencillo, pero de gran elegancia formal. Hasta su muerte, que lo sorprendió trabajando para el ballet Don Quijote, desempeñaba el cargo de presidente de la Sociedad General de Autores de España, que tomó en 1974, y el de presidente de la Academia Nacional de Bellas Artes que asumiera en 1978.

## Obras
Entre algunas de sus zarzuelas más conocidas podemos citar:
- La mesonera de Tordesillas (1925)
- La pastorela (En colaboración con Pablo Luna) (1926)
- La marchenera (1928)
- La manola del portillo (En colaboración con Pablo Luna) (1928)
- Luisa Fernanda (1932)
- Azabache (1932)
- Xuanon (1933)
- La chulapona (1934)
- Paloma Moreno (1935)
- La boda del señor Bringas, o, Si te casas la pringas (1936)
- Sor Navarra (1936)
- Monte Carmelo (1939)
- Oro de ley (1939)
- Maravilla (1941)
- La Caramba (1942)
- La ilustre moza (1943)
- Polonesa (1944)
- Los Laureles  (1947)
- El cantar del organillo (1949)
- María Manuela (1957)
- Baile en capitanía (1960)
- Niña Mersé (Habanera, Letra de Manuel Tamayo)

Federico Moreno Torroba también compuso dos óperas:
- La virgen de mayo (1925)
- El poeta (1980), estrenado con Plácido Domingo

Torroba, además de dedicarse a diversas piezas para guitarra, compuso alguna obra para flauta y piano como puede ser Dedicatoria (A Rafael López del Cid).
Además, en 1930 transformó la zarzuela La tempranica de Gerónimo Giménez en ópera, titulándola María la tempranica. 
A la guitarra dedicó también numerosas obras, la mayoría dedicadas al guitarrista Andrés Segovia. Homenaje a la seguidilla, Fantasía flamenca, Tonada concertante, Castillos de España, Suite Castellana, Romance de Los Pinos, Aires de La Mancha, Serenata burlesca, Nocturno y la muy conocida Sonatina, además del Concierto de Castilla para guitarra y orquesta. Junto a su amigo Jean Pierre Farfán compuso actos para guitarra. En 1981 compuso una última con la colaboración de Alberto López, conocido por sus amigos por Alberto Joly por su ascendencia francesa. Años más tarde el compositor madrileño Jorge Moreno siguió el ejemplo de Moreno Torroba, componiendo obras poco conocidas como Mi vida y Miriam (en referencia a su esposa) y Río Turbio.